# Lepidochrysops southeyae
Lepidochrysops southeyae is een vlinder uit de familie van de Lycaenidae. De wetenschappelijke naam van de soort is voor het eerst geldig gepubliceerd in 1967 door Pennington.